# Talea (gmina)
Talea – gmina w Rumunii, w okręgu Prahova. Obejmuje miejscowości Plaiu i Talea. W 2011 roku liczyła 1074 mieszkańców.